# Mispel
De mispel (Mespilus germanica), ook wel "wilde mispel" is een heester uit de rozenfamilie (Rosaceae). Ook de vrucht wordt mispel genoemd.
De mispel is een archeofyt, een ingeburgerde plant, die omstreeks de zevende eeuw voor Christus in Europa is ingevoerd.

## Beschrijving

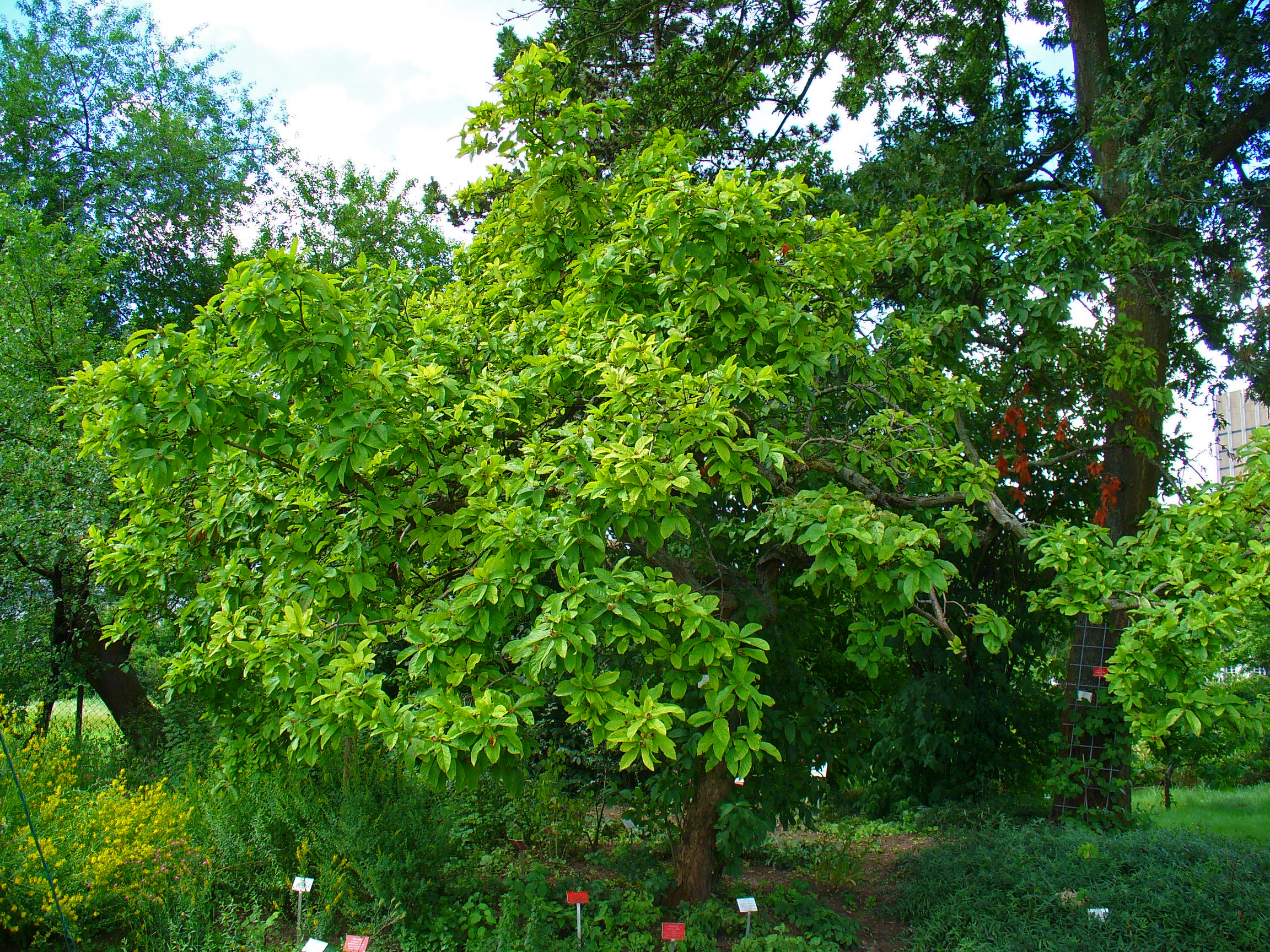
Mispel

De mispel is een struik tot kleine boom met een hoogte van 1,5 tot 6 meter, die aan een appelboom doet denken. Het hout is hard, taai en fijnnervig, met gedoornde en dikviltige twijgen. De takken zijn spreekwoordelijk kronkelig en de plant is vaak breder dan hoog.
De bladeren zijn 5 tot 12 cm groot, langwerpig, omgekeerd-eirond en aan beide zijden zacht behaard en worden in de winter afgeworpen. De bladvorm is gaafrandig of bovenaan fijn gezaagd en toegespitst. Ze zijn donkergroen. en hebben een zeer korte steel.
De mispel bloeit in mei met witte, soms iets roze bloemen, die lijken op die van een wilde roos. De bloemen zijn tweeslachtig, alleenstaand, 2½ tot 4 cm groot, en hebben 40 meeldraden. De bloemstelen en kelk zijn zacht behaard.
De bruine pitvruchten hebben grote kelkslippen, zijn tweezaadlobbig en hebben een diameter van 2 tot 3½ cm.

## Taxonomie
De mispel wordt ingedeeld bij het monotypische geslacht Mespilus. In 1990 werd een Amerikaanse soort beschreven onder de naam Mespilus canescens, maar dit bleek een triploïde hybride met de meidoorn te zijn, aangeduid als ×Crataemespilus. Verwant aan de mispel zijn planten uit de rozenfamilie (Rosaceae), waaronder de Japanse mispel, de appel en de peer.

### Cultivars
Gekweekte mispels hebben over het algemeen grotere bladeren en vruchten en hebben vaak geen doorns.
Cultivars van de mispel (Mespilus germanica) zijn onder andere:
- 'Macrocarpa', de grootvruchtige mispel, met vruchten tot 6½ cm. in doorsnede. In cultuur sinds ongeveer 1630.[7]
- 'Bredase Reus', geeft grote ruwe, dofbruine vruchten.[8]
- 'Hollandse Mispel', heeft grote bloemen en geeft bruine vruchten.[8]
- 'Nottingham', klein blijvende struik, geeft kleine bruine vruchten.[8]
- 'Westerveld', rijkdragend, middelgrote bruine vruchten.[8]

Hybriden van de tweestijlige meidoorn en de mispel worden sinds de middeleeuwen gekweekt en dragen de naam ×Crataemespilus grandiflora. Ook wordt de mispel wel geënt op een onderstam van de tweestijlige meidoorn.

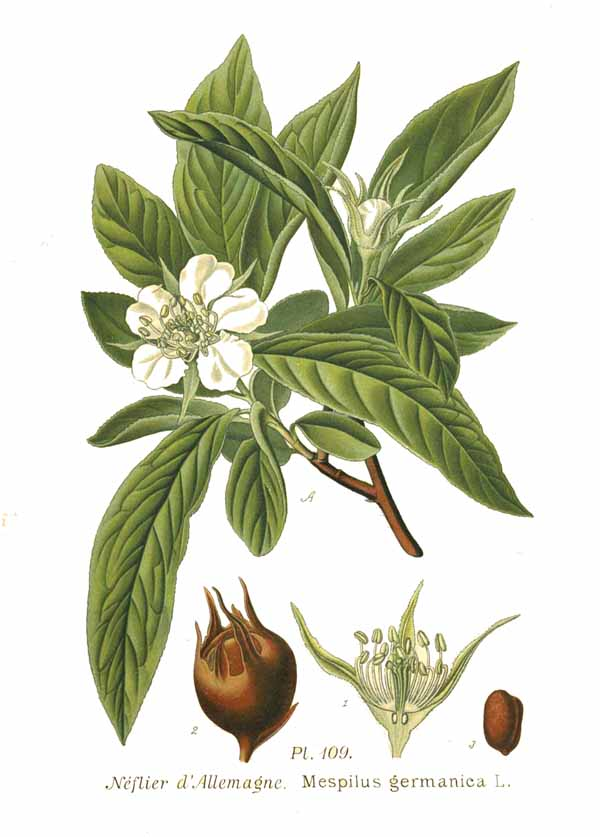
Mispel in Atlas des plantes de France (1891)

## Voorkomen
Het oorsprongsgebied van de mispel ligt rond de Zwarte en de Kaspische Zee; Zuidoost-Bulgarije is de westgrens.
Drieduizend jaar geleden werd de mispel al in de omgeving van de Kaspische Zee (Noord-Iran) aangeplant. De vrucht kwam rond 700 v.Chr. naar Griekenland en rond 200 v.Chr. naar Rome. De mispel is door de Romeinen verder verspreid. Het was een zeer belangrijke vrucht tijdens het Romeinse Keizerrijk en de Middeleeuwen nog voor de introductie van andere fruitsoorten in West-Europa. Ze werd in de Middeleeuwen vooral in Frankrijk en Duitsland aangeplant en in de Nederlanden in kloostertuinen. De vrucht is veel minder algemeen dan vroeger, maar wint weer iets aan populariteit.
Nederland en België liggen aan de rand van het verspreidingsgebied. In Nederland is de struik zeldzaam in loofbossen in Twente, in de Achterhoek, het oostelijk rivierengebied en in Zuid-Limburg. Elders is ze zeer zeldzaam. Voor de verspreiding in Vlaanderen geldt dat de soort vrij zeldzaam is in de Leemstreek en de Voerstreek en elders zeldzaam. In Wallonië komt de mispel vrij zeldzaam voor in het Maasgebied en in Brabant, elders is ze veel zeldzamer.

## Ecologie
De mispel is een kensoort voor het veldbies-beukenbos (Luzulo luzuloides-Fagetum). De plant benodigt een zonnige tot licht beschaduwde, warme plaats op vochtige, matig voedselrijke, kalkarme, zwak zure tot neutrale grond (leem, lemig zand, löss en rivier- of beekzand). Groeiplaatsen bestaan uit struweel in lichte loofbossen en beekoeverwalbossen, bosranden, houtwallen, heggen, oude boomgaarden en langs holle wegen.

## Gebruik en voedingswaarde

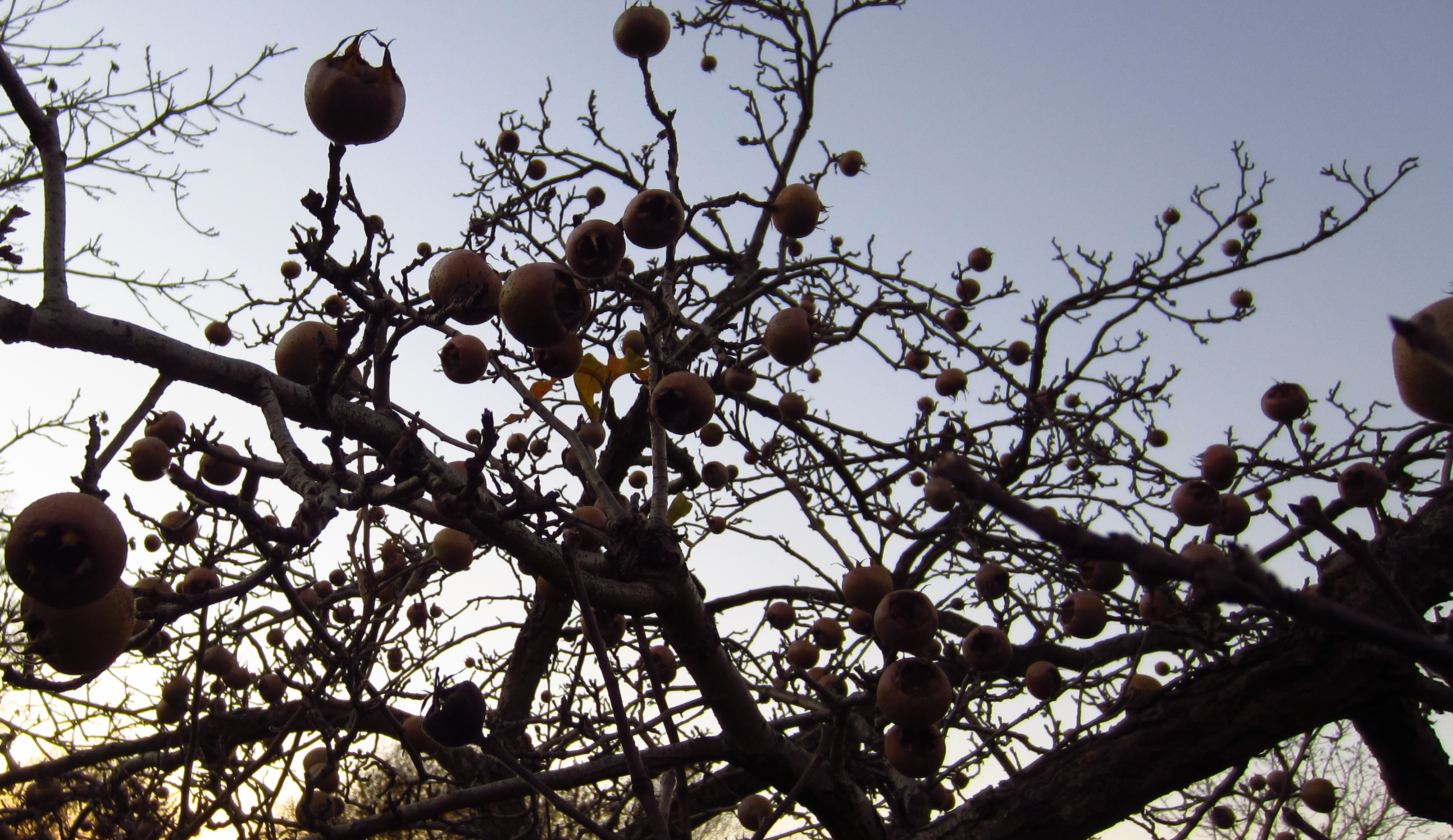
Mispels in de late herfst

### Vruchten

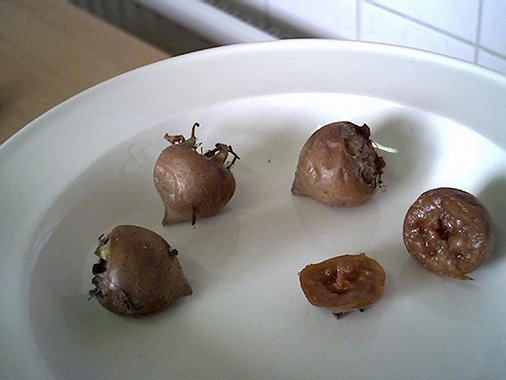
Eetrijpe mispels

Hoewel door veel gezondheidswebsites wordt gezegd dat de mispel veel vitamine C bevat, valt dit in de praktijk mee. Verse mispel bevat per 100 gram zo'n 7,34 milligram vitamine C.
Er worden droge, kleine, harde, goudbruine vruchten gevormd, die in oktober rijp, maar dan nog ongenietbaar melig en wrang zijn. Na de eerste nachtvorsten worden ze zacht en bruin en dan kunnen ze na een poosje wel gegeten worden. Dit bewaren wordt bletten genoemd. De vrucht wordt 'beurs', waarbij de kleur door een fermentatieproces verandert van groen/wit naar donkerbruin en de smaak zoet weeïg wordt. Ook is het mogelijk de vruchten enkele dagen in de diepvriezer te leggen, wat een iets andere smaak geeft dan het bletten. Het vruchtvlees is dan zo zacht, dat het uit de schil gezogen kan worden. Voor sommigen is de mispel een lekkernij. Het gezegde: "Zo rot als een mispel" slaat dus in feite op een lekkernij. Als de mispel zacht is, is hij maar een paar dagen houdbaar, omdat hij dan gemakkelijk kan gaan beschimmelen en echt gaan rotten.
Als de mispels zacht zijn kan er gelei en likeur van gemaakt worden. Ook kan men hem poffen in de oven, net als met appels.
In Nederland zijn mispels af en toe te koop bij de supermarkt, op markten en bij groentespeciaalzaken. De loquat (Eriobotrya japonica) of Japanse mispel is een verwante soort die ook wel als mispel wordt verkocht.
100 gram verse mispel bevat:
| Energetische waarde | 398 kJ (95 Kcal) |
| Koolhydraten        | 21,3 gram        |
| Eiwit               | 0,8 gram         |

### Hout
Mispelhout is hard, taai en fijnnervig en werd in de late middeleeuwen gebruikt voor kammen en waterraderen.

## Mispel in taal en cultuur

### Etymologie
De geslachtsnaam Mespilus wordt wel uitgelegd als afkomstig van het Griekse mesos (midden) en spilos (klip of steenmassa), omdat de vijf pitten steenachtig zijn en met hun toppen uit het vruchtvlees steken. Dit is echter onwaarschijnlijk, omdat de etymologie teruggaat op een onbekende, voor-Griekse taal. Via het Grieks en de Latijnse vorm mespila verspreidde het woord zich al in de vroeg-Romeinse tijd over Europa. De vorm mispel is hieruit ontstaan. Als aanduiding voor de vrucht is het woord in het Nederlands in 1240 geattesteerd, maar als aanduiding voor de bomen pas een kwart millennium later, circa 1480–1500. Zowel mispels als mispelen werd gebruikt als meervoud.
De soortnaam Germanica betekent "Duits". Verwilderde mispels kwamen in Duitsland veel voor in de bossen, waardoor men vroeger meende dat de boom daar inheems was.

### Vrucht
De mispel wordt vaak aangehaald in de uitspraak: 'zo rot als een mispel'. Vaak wordt deze uitspraak gecombineerd met een of meer personen en ook niet zelden met de gehele mensheid; dit om te duiden op de (mis)daden en het soms grillige karakter van de mens. Het onaantrekkelijke uiterlijk en de bruine kleur geven aanleiding tot scabreuze toespelingen: in het Frans wordt de mispel cul de chien (gat van de hond) genoemd en in het Engels openarse (open aars).

### Bloesem
Mispelbloesem wordt in tegenstelling tot de vrucht wel gewaardeerd om zijn uiterlijk. In een oude uitvoering van het wapen van het Graafschap Gelre komen zogenaamde vijfbladen voor, uitgevoerd in rood. De Wichardsage, een ontstaansmythe van Gelre, interpreteert deze als mispelbloemen. In de oudst bekende versie van deze sage, uit 1465, worden ze al genoemd, maar pas ruim een eeuw later wordt er een verklaring toegevoegd: mispels markeerden de plaats waar de draak verslagen was. De oude benaming Gelderse roos kan ontleend zijn aan de bloemen in het wapen van Gelre, maar kan ook verwijzen naar het feit dat Gelre min of meer de uiterste rand van het verspreidingsgebied vormde.
Het vijfblad, soms uitdrukkelijk gespecificeerd als mispelbloem, komt ook voor in ettelijke dorps- en stadswapens en stadsvlaggen uit de invloedssfeer van Gelre.
Enkele voorbeelden van vijfbladen en mispels:
- het wapen van het Brabantse dorp Beek en Donk: vier bloemen.
- het wapen van Doetinchem, een gemeente in Gelderland: drie bloemen.
- het wapen van Gelderen (Geldern), een plaats in Duitsland, de voormalige hoofdstad van Gelre: drie bloemen.
- het wapen van Goor, een stad in Twente. Het blazoen luidt onder meer: 'Van rood beladen met een kruis van zilver en gekantonneerd van een mispelbloem van zilver, gepunt van groen.'
- de vlag van de Gelderse gemeente Hattem: een bloem.
- de vlag en het wapen van de gemeente Horst aan de Maas, een gemeente in Noord Limburg. Vijf bloemen refererend naar het graafschap Gelre en de 5 gemeentes waaruit Horst aan de Maas is ontstaan.
- het wapen van het Limburgse dorp Sint Odiliënberg: drie bloemen.
- het wapen van Viersen, een plaats in Duitsland: drie bloemen.
- het stadswapen van Zaltbommel: twee, later drie bloemen; tijdens carnaval heet de stad Mispelgat. In een wapenbeschrijving uit 1816 is echter sprake van een roos.

### Takken
De kronkelige takken gaven in het Frans aanleiding tot de ironische uitdrukking aussi droit que branche d’vieil mellier, zo recht als een ouwe mispeltak.